# 안창국민학교 요력도분실
안창국민학교 요력도분실은 대한민국 전라남도 신안군 안좌면 산두리(요력도)에 있던 공립 초등학교이다.

## 연혁
- 1968년 4월 23일 안창국민학교 요력도분실 개설 및 도서벽지학교 '을'급 지정
- 1986년 1월 1일 도서벽지학교 '나'급 조정
- 1986년 3월 5일 요력도분실 폐실